# 김태동 (경제학자)
김태동(金泰東, 1947년 1월 14일~)은 대한민국의 경제학자이다. 성균관대학교 경제학부 교수를 지냈다.

## 학력
- 경기고등학교 졸업
- 서울대학교 경제학과학사
- 뉴욕 주립 대학교 빙엄턴 대학원 경제학 석사
- 예일대학교 대학원 경제학 박사

## 생애
충청남도 부여에서 태어났다. 초등학교 2학년때 서울로 왔다. 이후 경기중학교, 경기고등학교를 거친 그는 1965년 서울대학교 경제학과에 입학, 1969년에 졸업하였다. 졸업과 동시에 한국은행에 취직하였지만, 대학교 시절의 동아리 활동이 문제되어 몇달만에 해직당했다. 이후 이런저런 직장을 전전하던 그는 국제경제연구원 원장이던 정재석 전 부총리의 눈에 띄어 연구원으로 채용된다. 1978년에는 유학을 떠나 뉴욕 주립 대학교 빙엄턴에서 경제학 석사, 예일대에서 경제학 박사 학위를 받았다. 
일리노이대(University of Illinois) 조교수를 거쳐, 1989년 귀국하여 성균관대학교 경상대학 교수가 되었다. 한편으로 그는 경제정의실천시민연합의 창립 멤버로 활동하였다. 경실련에서 정책위원장 활동을 하면서, OECD 가입 반대, 한국은행 독립 운동 등을 전개하였다. 특히 재벌과 부동산 문제를 집중 제기하였다. 1990 - 1991년에는 MBC 라디오 칼럼을 진행하기도 하였다. 
1998년에는 국민의 정부의 청와대 경제수석으로 임명되었으며, 이후 정책기획수석을 역임하였다. 1999년에는 대통령자문 정책기획위원회 위원장으로 임명되어, 새천년 국가비전(New Millenium National Vision)수립 작업을 주도하였다. 2000년 한국금융학회 회장, 2002년부터 4년간 한국은행 금융통화위원회 위원을 지냈다. 이명박 정부들어 누리꾼 미네르바를 둘러싼 논란이 거세지자, "미네르바는 가장 뛰어난 경제스승"이라며 그를 옹호하고, 박대성의 재판에 변호인측 증인으로 참여하였다. 2012년 2월 성균관대 교수에서 정년퇴임.

## 참고 문헌
- 편집부 엮음, 《시사인물사전 2》, pp57~63, 인물과사상사, 2000

## 링크
| 전임 김영섭 | 제1대 대통령비서실 경제수석비서관 1998년 2월 25일~1998년 5월 17일 | 후임 강봉균 |

| 전임 강봉균 | 제2대 대통령비서실 정책기획수석비서관 1998년 5월 18일~1999년 3월 3일 | 후임 김한길 |